# Simpson County (Mississippi)
Simpson County is een county in de Amerikaanse staat Mississippi.
De county heeft een landoppervlakte van 1.525 km² en telt 27.639 inwoners (volkstelling 2000). De hoofdplaats is Mendenhall.

## Bevolkingsontwikkeling

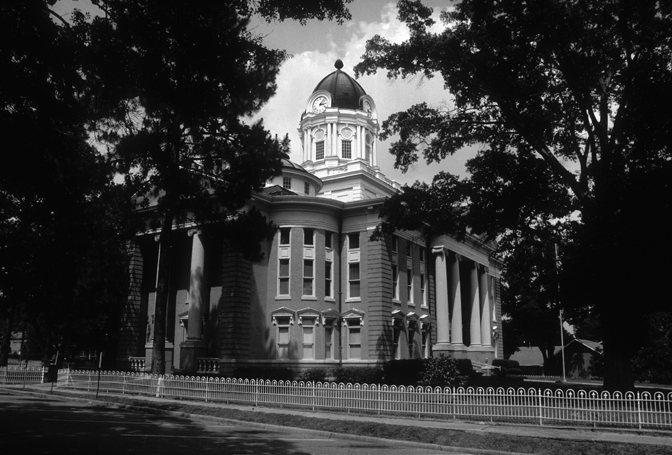
Simpson County Courthouse